# Psary (powiat oławski)
Psary – wieś w Polsce położona w województwie dolnośląskim, w powiecie oławskim, w gminie Oława.

## Podział administracyjny
W latach 1975–1998 miejscowość należała administracyjnie do województwa wrocławskiego.

## Religia rzymskokatolicka
Psary należą do parafii pw. św. Jakuba Apostoła w Małujowicach.

## Nazwa
Nazwa miejscowości wywodzi się od polskiej nazwy psa domowego. 
W księdze łacińskiej Liber fundationis episcopatus Vratislaviensis (pol. Księga uposażeń biskupstwa wrocławskiego) spisanej za czasów biskupa Henryka z Wierzbna w latach 1295–1305 miejscowość wymieniona jest w zlatynizownej formie villa Psar.

## Zabytki
Do wojewódzkiego rejestru zabytków wpisane są:
- kościół parafialny pw. Narodzenia Najświętszej Marii Panny, klasycystyczny z 1713 r.
- kaplica, przy kościele parafialnym, z około 1800 r.
- dwór, (nie istnieje)
- stajnia-spichlerz, z około 1800 r.

inne zabytki:
- stary kamienny krzyż nieznanego wieku i funkcji znajdujący się w starym zdziczałym parku, należącym do nieistniejącego już majątku. Krzyż często łączony jest z  zabójstwem dokonanym około 1360 r. przez rycerza Gebharda von Kittlitz na Bavarusie von Stinavia z rodu Bavorów spod Czeskich Budziejowic, właścicielu wsi Psary, Ścinawy Polskiej i kilku innych. Przed radą miejską Brzegu odbyła się rozprawa, na której rodzinę zamordowanego reprezentowali Fransko i Mladeta von Stinavia, a w imieniu zabójcy wystąpił Mirsonus von Pogarell. Pokuta, którą zadano skazanemu i jego rodzinie nakazywała wysłanie dwóch pielgrzymów - do Rzymu i Akwizgranu, przy czym w Rzymie wysłannik Kittlitzów miał obowiązek uzyskać pisemne poświadczenie od papieża, które miał następnie przekazać wdowie, Annie von Stinavia. W okolicznych klasztorach Kittlitzowie musieli opłacić tysiąc mszy w intencji ofiary, a także zapłacić główszczyznę (okup za głowę zabitego) jego rodzinie.  Niektóre z takich umów zawierały również nakaz wystawienia przez zabójcę krzyża lub kapliczki (tzw. krzyż pokutny lub pojednania). Jednak umowa dotycząca zabójstwa Bavarusa von Stinavia takiego nakazu nie zawiera[7] dlatego łączenie opisywanego krzyża z tym zabójstwem nie ma podstaw i jest oparte jedynie na nieuprawnionym założeniu, że wszystkie stare kamienne krzyże monolitowe, o których nic nie wiadomo, zwłaszcza te z rytami broni,  są krzyżami pokutnymi[8], chociaż w  rzeczywistości powód fundacji takiego krzyża może być różnoraki, tak jak każdego innego krzyża. Niestety hipoteza ta stała się na tyle popularna, że zaczęła być odbierana jako fakt i pojawiać się w lokalnych opracowaniach, informatorach czy przewodnikach jako faktyczna informacja. Tymczasem w przypadku morderstwa dokonanego przez Gebharda von Kittlitz istnieje właściwie pewność, że krzyż pokutny w ogóle nie powstał.